# Station Rzeszów Zwięczyca
Station Rzeszów Zwięczyca is een spoorwegstation in de Poolse plaats Rzeszów.